# ناصر محمدخاني
ناصر محمدخاني، من مواليد 7 سبتمبر 1957م، وهو لاعب كرة قدم إيراني سابق، وكان مركزه مهاجم، لعب مع منتخب بلاده لبطولة كأس آسيا 1984م والتي استضافته سنغافورة، حيث حقق المركز الرابع وحقق ذهبية دورة الألعاب الآسيوية سنة 1990م، ولعب مع عدة أندية ومن بينها برسبوليس حيث حقق اللقب الأول والأخير لكأس الكؤوس الآسيوية سنة 1990م، ويدرب حالياً لإحدى الأندية الإيرانية.